# Seznam zápasů SK Slavia Praha 1900
V roce 1900 odehrála SK Slavia Praha 22 zápasů, z toho 19 přátelských, jeden v rámci Challenge Cupu, jeden v rámci Amatérského poháru a jeden v rámci Mistrovství zemí koruny České. Celková bilance byla 18 výher, 2 remízy a 2 porážky.

## Přehled zápasů
| březen 1900 přátelský |       |                 |                   |
| First Vienna          | 0 – 2 | SK Slavia Praha | Hohe Warte, Vídeň |
|                       |       |                 | Hohe Warte, Vídeň |

| 1900 přátelský |       |                 |       |
| First Vienna   | 0 – 0 | SK Slavia Praha | Vídeň |
|                |       |                 | Vídeň |

| 8. duben 1900 přátelský |       |                 |       |
| SK Slavia Praha         | 1 – 2 | Cricketon Vídeň | Vídeň |
|                         |       |                 | Vídeň |

| 27. květen 1900 přátelský |       |          |                              |
| SK Slavia Praha           | 2 – 3 | AB Kodaň | Stadion Slavie, Letná, Praha |
|                           |       |          | Stadion Slavie, Letná, Praha |

| 1900 přátelský  |       |           |                              |
| SK Slavia Praha | 2 – 0 | FC Zurich | Stadion Slavie, Letná, Praha |
|                 |       |           | Stadion Slavie, Letná, Praha |

| 25. říjen 1900 Challenge cup |        |                |                              |
| SK Slavia Praha              | 13 – 1 | ČAFC Vinohrady | Stadion Slavie, Letná, Praha |
|                              |        |                | Stadion Slavie, Letná, Praha |

| říjen 1900 Amatérský pohár |       |                 |       |
| Cricketon Vídeň            | 1 – 2 | SK Slavia Praha | Vídeň |
|                            |       |                 | Vídeň |

| 1900 Mistrovství Zemí Koruny České |       |                   |                              |
| SK Slavia Praha                    | 9 – 0 | SK Slavia Praha B | Stadion Slavie, Letná, Praha |
|                                    |       |                   | Stadion Slavie, Letná, Praha |

| 1900 přátelský  |        |                   |                              |
| SK Slavia Praha | 20 – 0 | AC Viktoria Vídeň | Stadion Slavie, Letná, Praha |
|                 |        |                   | Stadion Slavie, Letná, Praha |

| 1900 přátelský  |        |                               |                              |
| SK Slavia Praha | 11 – 2 | Berliner Th. und FC Helgoland | Stadion Slavie, Letná, Praha |
|                 |        |                               | Stadion Slavie, Letná, Praha |

| 1900 přátelský  |        |                        |                              |
| SK Slavia Praha | 10 – 0 | Müegyetemi FC Budapešť | Stadion Slavie, Letná, Praha |
|                 |        |                        | Stadion Slavie, Letná, Praha |

| 1900 přátelský  |       |                 |                              |
| SK Slavia Praha | 6 – 0 | First Vienna FC | Stadion Slavie, Letná, Praha |
|                 |       |                 | Stadion Slavie, Letná, Praha |

| 1900 přátelský  |       |           |                              |
| SK Slavia Praha | 3 – 2 | FC Zurich | Stadion Slavie, Letná, Praha |
|                 |       |           | Stadion Slavie, Letná, Praha |

| 1900 přátelský  |       |                 |       |
| Cricketon Vídeň | 1 – 2 | SK Slavia Praha | Vídeň |
|                 |       |                 | Vídeň |

| 1900 přátelský  |        |          |                              |
| SK Slavia Praha | 10 – 0 | AC Vídeň | Stadion Slavie, Letná, Praha |
|                 |        |          | Stadion Slavie, Letná, Praha |

| 1900 přátelský  |       |             |                              |
| SK Slavia Praha | 3 – 0 | TC Budapešť | Stadion Slavie, Letná, Praha |
|                 |       |             | Stadion Slavie, Letná, Praha |

| 1900 přátelský        |       |                 |          |
| Magyar Uszó Egyesület | 0 – 8 | SK Slavia Praha | Budapešť |
|                       |       |                 | Budapešť |

| 1900 přátelský  |       |             |                              |
| SK Slavia Praha | 3 – 1 | TC Budapešť | Stadion Slavie, Letná, Praha |
|                 |       |             | Stadion Slavie, Letná, Praha |

| 1900 přátelský         |       |                 |          |
| Müegyetemi FC Budapešť | 0 – 6 | SK Slavia Praha | Budapešť |
|                        |       |                 | Budapešť |

| 1900 přátelský  |       |                 |       |
| First Vienna FC | 0 – 2 | SK Slavia Praha | Vídeň |
|                 |       |                 | Vídeň |

| 1900 přátelský  |        |                   |                              |
| SK Slavia Praha | 11 – 0 | mezinárodní výběr | Stadion Slavie, Letná, Praha |
|                 |        |                   | Stadion Slavie, Letná, Praha |

| 1900 přátelský  |       |               |                              |
| SK Slavia Praha | 3 – 3 | výběr Německa | Stadion Slavie, Letná, Praha |
|                 |       |               | Stadion Slavie, Letná, Praha |

## Soupisky jednotlivých utkání

### First Vienna - Slavia (březen 1900)
Soupisky mužstev z tohoto utkání nejsou známy. Zápasu se ale určitě zúčastnil slávistický fotbalista Julius Vosátka. Tři dny na to měl maturovat a i přes otcův zákaz hrál fotbal dál. Když se dozvěděl, že Julius hrál tři dny před maturitou ve Vídni, dal svému synovi výprask i přes to, že si Julius při zápase přivodil zranění kloubního pouzdra a lokte.

### First Vienna - Slavia (1900)
Soupisky mužstev z tohoto utkání nejsou známy. Utkání bylo dle informací tehdejšího sekretáře Slavie pana Horáčka přerušeno po 20 minutách pro nezpůsobilý terén.

### Slavia - Cricketon Vídeň
Soupisky mužstev z tohoto utkání nejsou známy.

### Slavia - AB Kodaň
Soupisky mužstev z tohoto utkání nejsou známy.

### Slavia - FC Zurich
Soupisky mužstev z tohoto utkání nejsou známy.

### Slavia - ČAFC Vinohrady
Soupisky mužstev z tohoto utkání nejsou známy. Utkání hráno v rámci tzv. Challenge Cupu. Pražskou skupinu turnaje hrály pouze Slavia a ČAFC. Vídeňskou skupinu pak odehrály týmy First Vienna, Cricketa, WAC a WFC 1898. Finále Challenge Cupu se odehrálo až v roce 1901.

### Cricketon Vídeň - Slavia
Soupisky mužstev z tohoto utkání nejsou známy. Utkání bylo odehráno v rámci tzv. Amatérského poháru.

### Slavia - Slavia B
Soupisky mužstev z tohoto utkání nejsou známy. Slavia se vítězstvím v tomto zápase stala Mistrem zemí koruny České. Jiné týmy tuto soutěž nehrály.

### Slavia - AC Victoria Vídeň
Soupisky mužstev z tohoto utkání nejsou známy. Mužstvo soupeře vedl Angličan H. W. Chambers. Ačkoliv se čekalo napínavé utkání a Slavia musela ve své sestavě udělat pro zranění některé změny, dopadl zápas suverénním vítězstvím domácích při skóre 20:0. Slavia pak od tisku sklidila kritiku, že se snižuje ke hře s nepřipravenými týmy.

### Slavia - Berliner Th. und FC Helgoland
Soupisky mužstev z tohoto utkání nejsou známy.

### Slavia - Müegyetemi FC Budapešť
Soupisky mužstev z tohoto utkání nejsou známy.

### Slavia - First Vienna FC
Soupisky mužstev z tohoto utkání nejsou známy.

### Slavia - FC Zurich
Soupisky mužstev z tohoto utkání nejsou známy.

### Cricketon Vídeň - Slavia
Soupisky mužstev z tohoto utkání nejsou známy.

### Slavia - AC Vídeň
Soupisky mužstev z tohoto utkání nejsou známy.

### Slavia - TC Budapešť
Soupisky mužstev z tohoto utkání nejsou známy.

### Müegyetemi FC Budapešť - Slavia
Soupisky mužstev z tohoto utkání nejsou známy.

### First Vienna FC - Slavia
Soupisky mužstev z tohoto utkání nejsou známy.

### Slavia - mezinárodní výběr
Soupisky mužstev z tohoto utkání nejsou známy. Nedochovala se žádná informace o tom, o jaký konkrétní výběr se jednalo.

### Slavia - výběr Německa
Soupisky mužstev z tohoto utkání nejsou známy.